# Universidad Pfeiffer
La Universidad Pfeiffer es una universidad privada de Misenheimer, Carolina del Norte, Estados Unidos. Está afiliada a la Iglesia metodista unida.

## Historia
Pfeiffer comenzó sus operaciones a finales del siglo XIX originalmente como un hogar escuela y administrado por Emily Prudden. En 2013 Jonathan Hutchinson, archivista de la universidad dijo, "Nuestra fecha de fundación es 1885, como fecha de referencia en que la primera escuela de Prudden comenzó, "pero Emily inició la escuela probablemente en 1898".
En 1996 se adoptó el nombre de actual de Pfeiffer University.

### Distrito histórico Pfeiffer Junior College

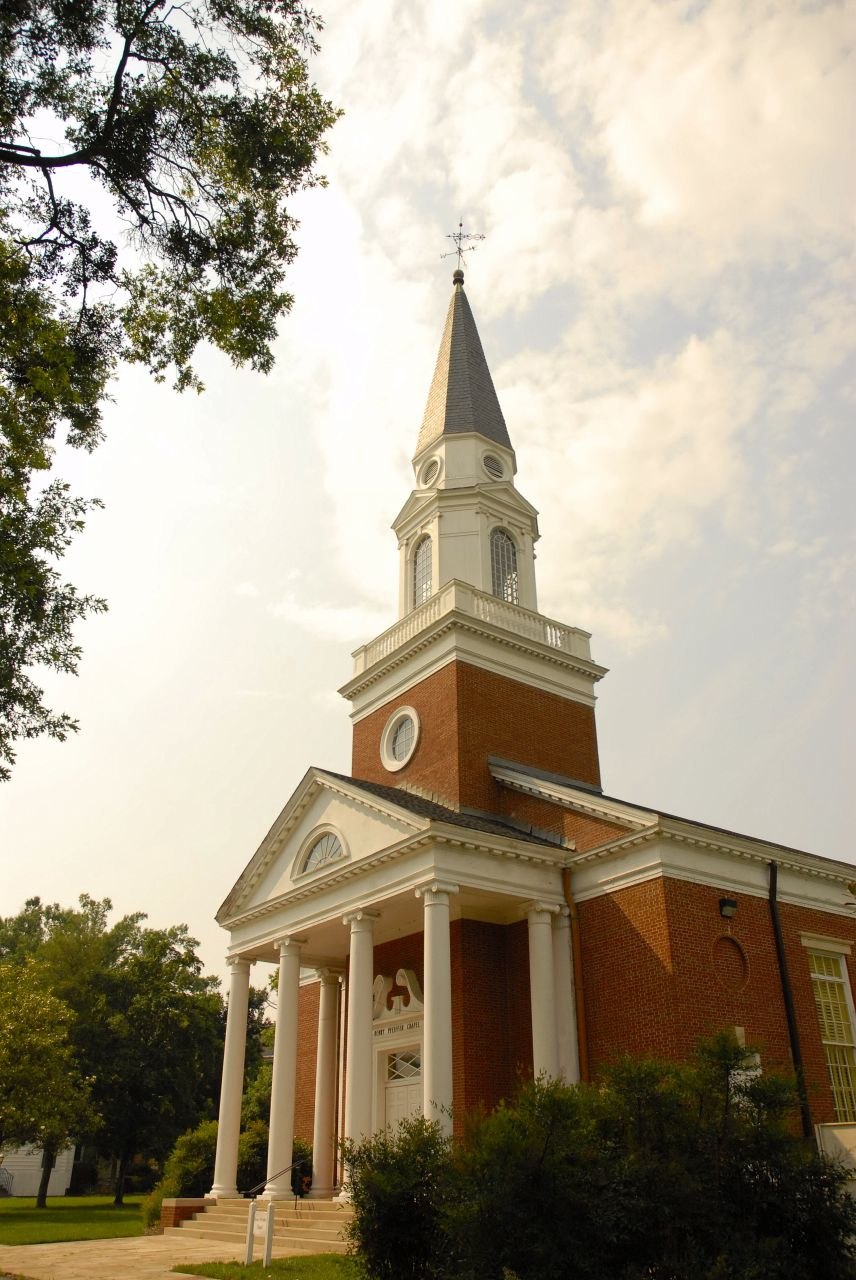
Capilla Henry Pfeiffer

El Distrito histórico Pfeiffer Junion College (en inglés: Pfeiffer Junior College Historic District) es un distrito histórico nacional que consta de 14 edificios y 1 estructura en el campus de la Universidad Pfeiffer. Incluye edificios de ladrillo de arquitectura georgiana que fueron construidos entre 1923 y 1948.
Fue agregado en el Registro nacional de lugares históricos en 1999.

## Programa deportivo
Los equipos deportivos de Pfeiffer son conocidos como los halcones (Falcons). Formaron parte de la Division II de la NCAA como miembro de la Conference Carolinas (antiguamente llamada Carolinas-Virginia Athletic Conference), pero desde 2017 se integraron a laUSA South Athletic Conference de la Division III.
| - Masculino - Baloncesto - Béisbol - Cross - Lacrosse - Fútbol - Natación - Tenis | - Femenino - Baloncesto - Cross - Golf - Lacrosse - Fútbol - Sóftbol - Natación - Tenis - Voleibol |